# The Boy Who Knew Too Much (álbum)
The Boy Who Knew Too Much (en español: "El chico que sabía demasiado") es el segundo disco de Mika, que fue lanzado el 21 de septiembre de 2009 en dos formatos: uno contenía el disco en edición sencilla y otro era una edición especial compuesta por el nuevo álbum más un DVD, con un directo reciente del intérprete.
Mika ha declarado en multitud de entrevistas, que este alude a su etapa de adolescente, al igual que su anterior trabajo, que abordaba la etapa de su infancia, este trabajo, sigue también una línea conceptual definida.

## Antecedentes
Mika trabajó con el productor Greg Wells, que también había financiado su anterior álbum Life in Cartoon Motion. El álbum fue escrito en los estudios Olympic, Londres , empezando en junio de 2008. En septiembre de 2008 se trasladó a los estudios Carousel, Los Ángeles, donde el álbum fue grabado. Mika ha descrito a los temas del álbum como el trance de su adolescencia, y "en cierto sentido es una especie de segunda parte" de su primer álbum. En contraste de su primer álbum que "contenía cuentos de hadas inocentes" Mika colocó las canciones del nuevo álbum como "fantasías góticas Tim Burton-esque."
El álbum fue originalmente llamado "We are golden". El 6 de agosto de 2009 fue confirmado que el título del álbum había sido cambiado a The Boy Who Knew Too Much. La portada del álbum fue diseñada por la hermana de Mika (quien trabaja bajo el seudónimo DaWack), la australiana Sophie Blackall, colaboró Richard Hogg y Mika en sí mismo. La obra ha sido inspirada en los libros de imágenes para niños desde 1940 hasta 1970.

## Sencillos
"We are Golden" (Somos Dorados) fue el primer sencillo del álbum.

"Blame It On The Girls" (Échales la culpa a las chicas) es el siguiente sencillo del álbum en América y Japón.

"Rain" (Lluvia) ha sido confirmado como segundo sencillo en Reino Unido.

## Formatos y listas de canciones

### Edición normal
| N.º | Título                  | Escritor(es)      | Duración |  |
| 1.  | «We Are Golden»         | Mika              | 3:58     |  |
| 2.  | «Blame It on the Girls» | Mika              | 3:33     |  |
| 3.  | «Rain»                  | Mika, Jodi Marr   | 3:43     |  |
| 4.  | «Dr John»               | Mika              | 3:44     |  |
| 5.  | «I See You»             |                   | 4:16     |  |
| 6.  | «Blue Eyes»             | Mika              | 2:50     |  |
| 7.  | «Good Gone Girl»        | Mika, Jodi Marr   | 3:01     |  |
| 8.  | «Touches You»           | Mika              | 3:19     |  |
| 9.  | «By the Time»           | Mika, Imogen Heap | 3:21     |  |
| 10. | «One Foot Boy»          | Mika, Rob Davis   | 2:58     |  |
| 11. | «Toy Boy»               | Mika, Jodi Marr   | 2:58     |  |
| 12. | «Pick Up Off the Floor» |                   |          |  |

### Edición de lujo
| Disc One |                           |              |          |  |
| N.º      | Título                    | Escritor(es) | Duración |  |
| 13.      | «Lover Boy» (Bonus track) | Mika         | 3:13     |  |

| iTunes bonus track |             |              |          |  |
| N.º                | Título      | Escritor(es) | Duración |  |
| 14.                | «Lady Jane» | Mika         | 3:20     |  |

| Disc Two – Mika Live at Sadler’s Wells |                                |                                            |          |  |
| N.º                                    | Título                         | Escritor(es)                               | Duración |  |
| 1.                                     | «Grace Kelly»                  | Mika, Jodi Marr, John Merchant, Dan Warner | 4:24     |  |
| 2.                                     | «Lady Jane»                    | Mika                                       | 3:04     |  |
| 3.                                     | «Stuck in the Middle»          | Mika                                       | 6:06     |  |
| 4.                                     | «Lonely Alcoholic»             | Mika                                       | 3:17     |  |
| 5.                                     | «Blue Eyes»                    | Mika                                       | 3:34     |  |
| 6.                                     | «Toy Boy»                      | Mika, Jodi Marr                            | 3:55     |  |
| 7.                                     | «Billy Brown»                  | Mika                                       | 3:32     |  |
| 8.                                     | «Good Gone Girl»               | Mika, Jodi Marr                            | 3:10     |  |
| 9.                                     | «Over My Shoulder»             | Mika                                       | 4:11     |  |
| 10.                                    | «Big Girl (You Are Beautiful)» | Mika                                       | 4:12     |  |
| 11.                                    | «Love Today»                   | Mika                                       | 3:45     |  |
| 12.                                    | «Blame It on the Girls»        | Mika                                       | 6:18     |  |
| 13.                                    | «Happy Ending»                 | Mika                                       | 5:22     |  |
| 14.                                    | «Lollipop»                     | Mika                                       | 7:08     |  |
| 15.                                    | «My Interpretation»            | Mika, Jodi Marr, Richie Supa               | 3:15     |  |
| 16.                                    | «Rain»                         | Mika                                       | 5:07     |  |
| 17.                                    | «Relax, Take It Easy»          | Mika                                       | 5:38     |  |

### Edición americana especial
| Disc Two (DVD) |                                                             |          |  |
| N.º            | Título                                                      | Duración |  |
| 1.             | «We Are Golden - The Making of» (video)                     |          |  |
| 2.             | «We Are Golden» (video)                                     |          |  |
| 3.             | «Documentary - Making of the Parc des Princes Show» (video) |          |  |
| 4.             | «Grace Kelly» (Live From Parc des Princes)                  |          |  |
| 5.             | «Lollipop» (Live From Parc des Princes)                     |          |  |
| 6.             | «Love Today» (Live From Parc des Princes)                   |          |  |

### Edición Japonesa
| Bonus track |                                    |              |          |  |
| N.º         | Título                             | Escritor(es) | Duración |  |
| 13.         | «We Are Golden» (Acoustic version) | Mika         | 3:08     |  |

## Historial de lanzamiento
| País                        | Fecha                    |
| --------------------------- | ------------------------ |
| Hong Kong (Versión digital) | 5 de septiembre de 2009  |
| Países Bajos                | 16 de septiembre de 2009 |
| Francia                     | 18 de septiembre de 2009 |
| Australia                   | 18 de septiembre de 2009 |
| Alemania                    | 18 de septiembre de 2009 |
| Italia                      | 18 de septiembre de 2009 |
| Irlanda                     | 18 de septiembre de 2009 |
| Reino Unido                 | 21 de septiembre de 2009 |
| Argentina                   | 21 de septiembre de 2009 |
| México                      | 21 de septiembre de 2009 |
| Estados Unidos              | 22 de septiembre de 2009 |
| Brasil                      | 22 de septiembre de 2009 |
| Canadá                      | 22 de septiembre de 2009 |